# Punta Parvo
La punta Parvo (2.523 m s.l.m.) è una montagna delle Alpi Cozie situata in provincia di Cuneo.

## Caratteristiche

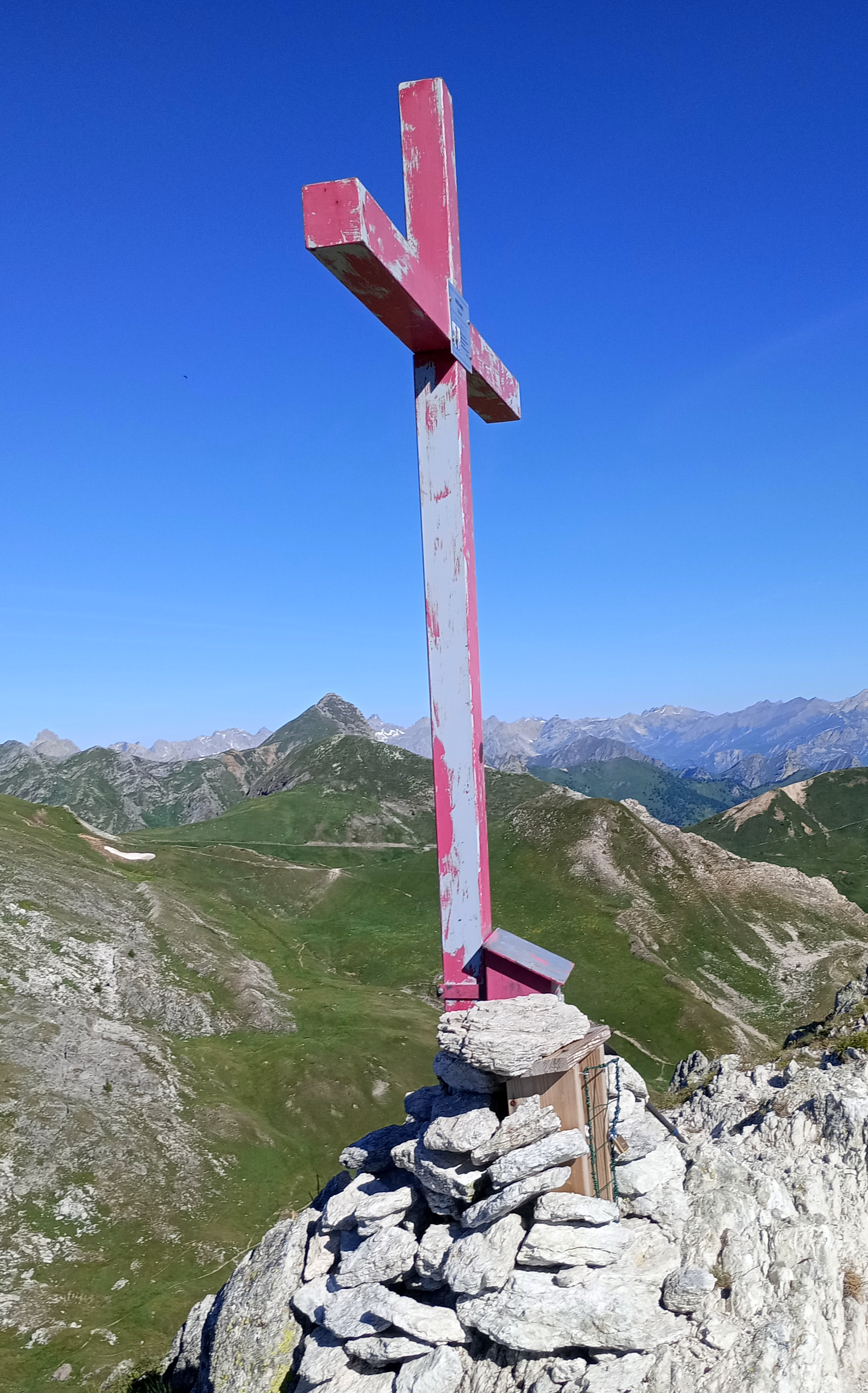
La croce di vetta

La montagna si trova sullo spartiacque tra il Vallone dell'Arma (Valle Stura di Demonte, a sud) e la Valle Grana (a nord). Il crinale in direzione nord-ovest perde quota prima con il Col dal Nais (2419 m) e poi con una sella senza nome a 2371 m, per risalire quindi in direzione del colle Fauniera scavalcando l'omonima punta Fauniera (2515 m). Verso est invece lo spartiacque prosegue con il col di Cusier (2390 m) e il monte Viridio (2495 m). La cima Parvo, segnalata da una croce di vetta, ha una prominenza topografica di 151 metri. Amministrativamente la montagna si trova sul confine tra i comuni di Castelmagno e di Demonte.

## Geologia

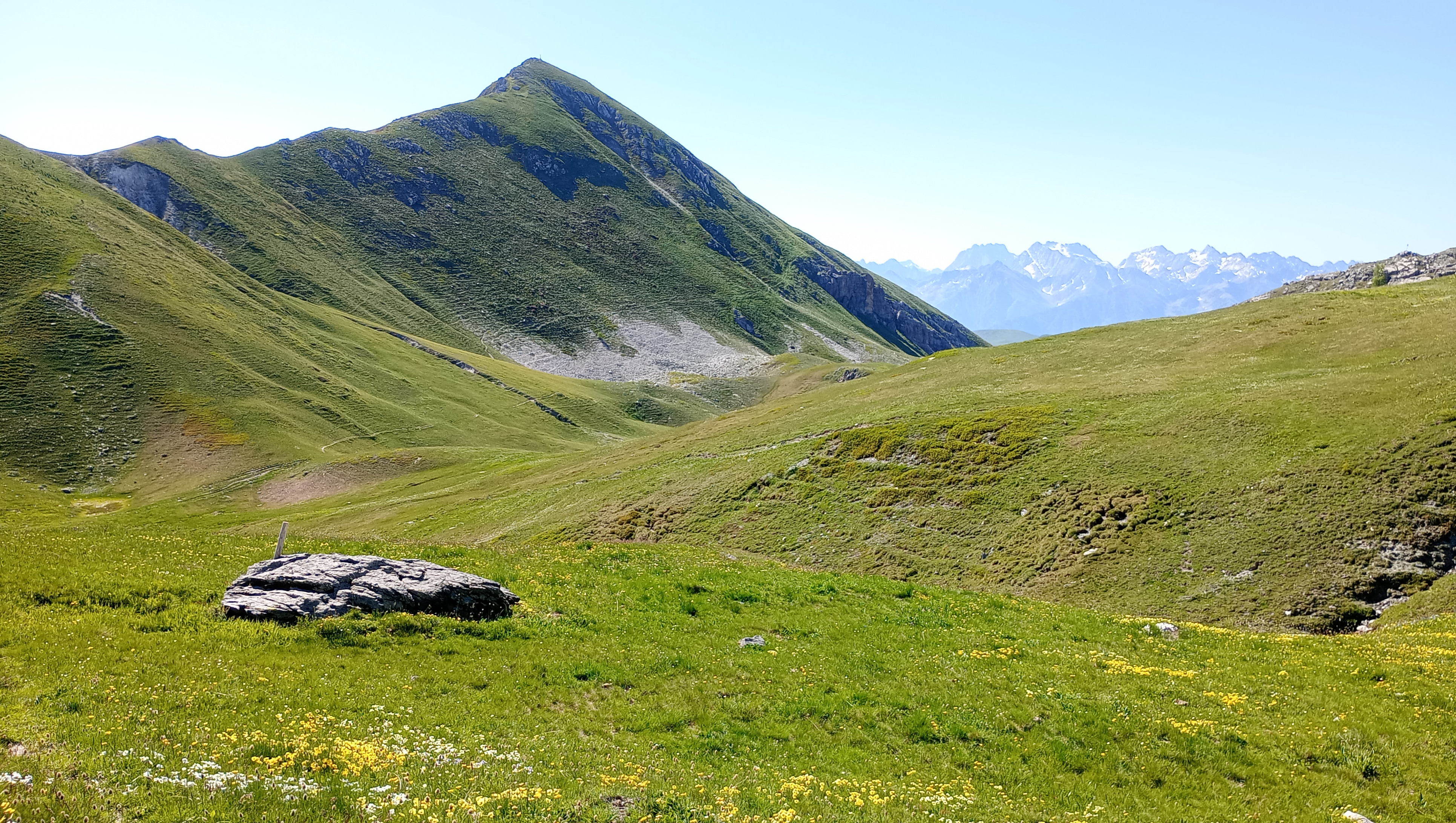
Il versante occidentale

La punta Parvo da un punto di vista litologico è caratterizzata da quarziti sovrapposte a rocce calcaree che conservano resti fossili di Encrinus liliiformis. Tettonicamente rappresenta l'estremità orientale di un'anticlinale che la collega con la vicina cima di Test e che si spinge poi in direzione ovest fino al colle del Mulo.

## Ascensione alla vetta

### Accesso estivo
La cima della montagna si può raggiungere per sentiero partendo dalla strada di collegamento tra il santuario di San Magno e il colle Fauniera e passando per il Col dal Nais.  Si tratta di una escursione di difficoltà E, che può essere estesa, con difficoltà più elevate, anche al raggiungimento delle vicine rocca Parvo e rocca Parvetto. Si può anche accedere dal colle Fauniera, scavalcando l'omonima punta Fauniera, perdendo poi quota e, dopo essere risaliti fino a raggiungere il crinale Stura/Grana, percorrendo la cresta nord-ovest fino alla cima.

### Accesso invernale
Alla punta Parvo si può arrivare d'inverno con le ciaspole per un itinerario, considerato per Bravi Raccettatori (BR), che parte dal santuario di San Magno, percorre il vallone di Fauniera e, senza toccare il colle omonimo, raggiunge poi la montagna da nord-ovest.

## Bibliografia

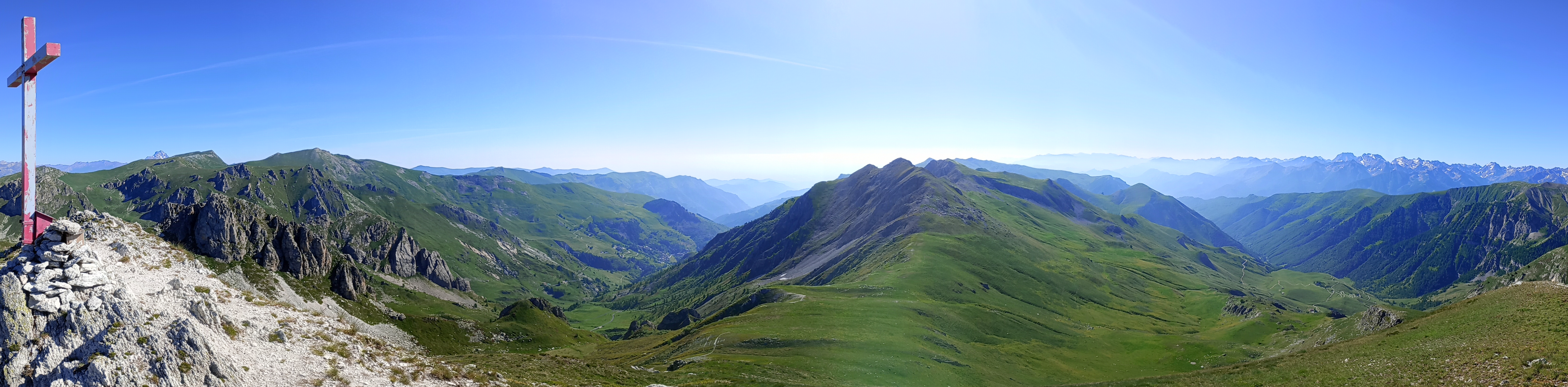
Vista verso sud-est
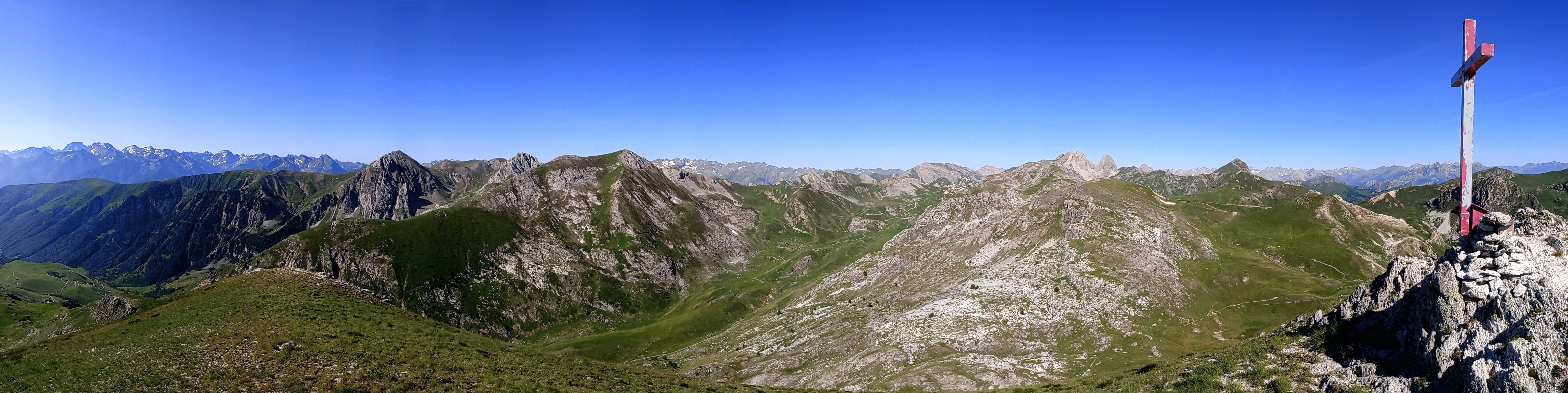
Vista verso nord-ovest

### Punti d'appoggio
- Rifugio Fauniera (2305 m, sul lato Val Grana)